# Peltophorum dasyrrhachis
Peltophorum dasyrrhachis är en ärtväxtart som först beskrevs av Friedrich Anton Wilhelm Miquel, och fick sitt nu gällande namn av Wilhelm Sulpiz Kurz. Peltophorum dasyrrhachis ingår i släktet Peltophorum och familjen ärtväxter.

## Underarter
Arten delas in i följande underarter:
- P. d. dasyrrhachis
- P. d. tonkinense